# Sparkasse Hohenwestedt
Die Sparkasse Hohenwestedt war eine Sparkasse im schleswig-holsteinischen Kreis Rendsburg-Eckernförde in Deutschland.
Sie war eine Anstalt des öffentlichen Rechts mit Sitz in Hohenwestedt. Am 1. Juli 2016 fusionierte sie mit der Förde Sparkasse., die sich ihrerseits bereits zwei Jahre zuvor am Stammkapital des Instituts beteiligt hatte – damals ein Novum für öffentlich-rechtliche Sparkassen.

## Geschäftsgebiet und Träger
Das Geschäftsgebiet umfasste den südlichen Teil des Kreises Rendsburg-Eckernförde mit der Hauptstelle in Hohenwestedt und weiteren Geschäftsstellen in Aukrug-Innien, Todenbüttel und Wasbek. Träger der Sparkasse war der Zweckverband Sparkasse Hohenwestedt. Dem Zweckverband gehörten die Gemeinden Arpsdorf, Aukrug, Ehndorf, Grauel, Heinkenborstel, Hohenwestedt, Jahrsdorf, Meezen, Mörel, Nienborstel, Nindorf, Osterstedt, Padenstedt, Rade b. Hohenwestedt, Remmels, Tappendorf, Todenbüttel, Wapelfeld und Wasbek (alle im Kreis Rendsburg-Eckernförde gelegen) sowie Peissen, Silzen und Poyenberg (gelegen im Kreis Steinburg) als Mitglieder an.